# ماری مارگارت هیومز
ماری مارگارت هیومز (انگلیسی: Mary-Margaret Humes؛ زادهٔ ۴ آوریل ۱۹۵۴) یک هنرپیشه اهل ایالات متحده آمریکا است.

## گزیده فیلمشناسی
از فیلم‌ها یا برنامه‌های تلویزیونی که وی در آن نقش داشته‌است می‌توان به آثار زیر اشاره کرد.

### سینمایی
- تاریخ جهان، قسمت ۱ (۱۹۸۱)

### تلویزیونی
- ذهن‌های مجرم (۲۰۰۸)
- آناتومی گری (۲۰۰۷)
- سی‌اس‌آی (۲۰۰۲)